# Nothobranchius elongatus
Nothobranchius elongatus – gatunek ryby z rzędu karpieńcokształtnych. Występuje w Kenii. Osiąga rozmiary do 6 cm długości.